# Olgino (rejon biezienczucki)
Olgino (ros. Ольгино) – wieś (sieło) w Rosji, w obwodzie samarskim, w rejonie biezienczuckim. W 2010 liczyła 1498 mieszkańców.